# 黄静汶
黄静汶（1911年11月—2016年3月12日），湖南湘阴县人，中华人民共和国女性政治人物。

## 生平

### 早年
1926年8月，参加革命工作。同年11月，考入中央军事政治学校武汉分校（黄埔军校第6期女生队）。1927年1月，转为中国共产党党员。后因参加武汉妇女支援震寰纱厂女工斗争被捕。1928年出狱后，参加中国革命互济会第一次代表大会。

### 中華人民共和國建立後
1949年9月，赴北京出席中国人民政治协商会议第一届全体会议，并参加了开国大典。1949年，任上海市民主妇联副主席。1953年后，任卫生部妇幼卫生司副司长、第一届至第三届卫生部机关党委委员。文化大革命期间，受审查被下放五七干校劳动。1979年10月，任卫生部妇幼卫生司顾问。

### 離休生活
1982年离休。2016年3月12日在北京逝世，享年104岁。